# Storm de Guelph
Le Storm de Guelph est une franchise de hockey sur glace du Canada qui évolue dans la ligue junior de la Ligue de hockey de l'Ontario.

## Histoire de la franchise
La franchise est créée en 1991 après le déménagement des Dukes de Hamilton.

Logo de 1997/98 à 2017/18
Logo depuis 2018/19